# Godescalco di Benevento
Godescalco (... – 742) è stato un duca longobardo, duca di Benevento dal 739 alla morte.
L'ascesa di Godescalco avvenne senza l'approvazione reale.

## Biografia
Con il ritorno di Trasamondo II al potere nel ducato di Spoleto, l'ira di Liutprando, re dei Longobardi si spostò nell'Italia  centrale e meridionale. Dopo essersi occupato di Trasamondo, Liutprando si rivolse a Benevento, dove Godescalco si preparava a  fuggire. Il duca aveva già messo a bordo di una nave i suoi beni, 
i suoi figli e la moglie, quando il popolo, fedele alla memoria di Romualdo II, lo uccise. La moglie e la famiglia fuggirono in  Grecia, mentre sul trono beneventano fu restaurato Gisulfo II